# Servantes de l'Immaculée Conception de Silésie
Les servantes de l'Immaculée Conception de Silésie (en latin : Congregatio Sororum Ancillarum Beatae Mariae Virginis Immaculatae Conceptae) sont une congrégation religieuse féminine enseignante et hospitalière de droit pontifical. 

## Historique
En 1850, Edmond Bojanowski fonde les servantes de l'Immaculée Conception dont l'œuvre est très bien acceptée dans la société polonaise de l'époque, en raison de la proximité des religieuses avec le peuple ; elles deviennent un symbole de l'unité nationale. Cette situation de faveur populaire permet une période d'expansion dans différentes villes de Pologne ; mais la politique de partage du pays entre les puissants pays voisins a un impact sur la congrégation. Le 12 août 1866, les servantes de l'Immaculée Conception ouvrent une école maternelle à Poręba, d'où elles se répandent dans toute la Silésie, créant des écoles et des hôpitaux. En 1897, les communautés présentes en Silésie, qui dépendent pour la plupart du Royaume de Prusse au sein de l'Empire allemand, deviennent indépendantes de la maison-mère restée sur le territoire polonais. Les sœurs de Silésie reçoivent le décret de louange en 1931 sous le pontificat du pape Pie XI reconnaissant la pleine indépendance de la congrégation, qui est maintenue, bien que l'actuel territoire de la région de Silésie soit réintégrée au territoire polonais après la Seconde Guerre mondiale. Les constitutions religieuses de l'institut sont définitivement approuvées par le Saint-Siège le 9 juin 1947.

## Activités et diffusion
Les sœurs se consacrent à l'enseignement des jeunes spécialement des orphelins, à l'assistance des malades particulièrement aux pauvres et à domicile et à d'autres formes d'apostolat.
Elles sont présentes en : 
- Europe : Pologne, Allemagne, Biélorussie, France, Italie, Tchéquie, Slovaquie, Ukraine.
- Amérique : Canada.
- Afrique : Cameroun.

La maison généralice est à Wrocław. 
En 2017, la congrégation comptait 686 sœurs dans 108 maisons.